# 미겔 그라우
미겔 마리아 그라우 세미나리오(스페인어: Miguel María Grau Seminario, 1834년 7월 27일~1879년 10월 8일)는 페루의 군인이다. 페루 해군의 상징적인 인물로 남아메리카 역사상 가장 유명한 해군 군인 중 한 사람이다. 태평양 전쟁(1879~1884) 당시 페루 해군을 지휘하여 전공을 세웠으며 앙가모스 전투에서 칠레 해군과 교전 끝에 전사했다.
페루의 국가적 영웅으로 추앙을 받는 인물로 태평양 전쟁 당시 적국 칠레의 군인에게도 자비를 베푸는 등 기사도 정신을 발휘하여 "바다의 신사(스페인어: el Caballero de los Mares)"라는 별명을 얻었다.